# Kody
Kody Seti Kimbulu, dit Kody Kim ou simplement Kody, est un humoriste et comédien belge, né le 23 janvier 1978 à Schaerbeek en région bruxelloise.

## Biographie
Kody provient d’une famille congolaise dont le père Jean Pierre Kimbulu fut le dernier ambassadeur de l'ére Mobutu à Bruxelles. Après des études secondaires au collège Cardinal-Mercier, à Braine-l'Alleud, suivies d'études universitaires en sciences politiques à l'Université catholique de Louvain, ainsi qu'un diplôme dans une école de commerce, Kody entame sa vie professionnelle dans le secteur immobilier et le marketing[réf. nécessaire]. À cette époque, il participe à plusieurs ateliers d’improvisation théâtrale.
Il commence ses spectacles d’humour au Kings of Comedy, une salle de la chaussée de Boondael à Ixelles (Bruxelles). Avec d’autres comédiens et animateurs, dont James Deano et Christophe Bourdon, il anime parallèlement, le dimanche matin, sur VivaCité (radio belge), une émission d’humour appelée Les Enfants de chœur. Vu le succès remporté par cette émission, Kody est engagé, en 2010, à la télévision belge (RTBF) pour animer le Belge Comédie Show. Il joue aussi le rôle de piégeur dans l’émission de caméras cachées de la RTBF Ça n’arrive pas qu’aux autres, présentée par Maureen Louys. Au début de sa carrière, il est connu sous le nom de Kody Kim.
Tout en poursuivant ses spectacles de one-man-show au Kings of Comedy, Kody participe, en juillet 2014, sur France 2, à la dernière saison de l’émission de Laurent Ruquier On n'demande qu'à en rire, où il effectue trois passages avant que l’émission ne s’arrête définitivement.
Il remonte sur scène en 2014 dans un nouveau spectacle intitulé À vendre ! dans un style de stand-up à l’américaine.
En 2015, il obtient un rôle dans Le Tout Nouveau Testament, le film de Jaco Van Dormael.
Depuis le 1er octobre 2015, il est un des humoristes les plus utilisés de l’émission d’humour de La Deux Le Grand Cactus présentée par Adrien Devyver et Jérôme de Warzée. Il y côtoie d’autres humoristes belges comme Martin Charlier, James Deano, Fabian Le Castel ou Freddy Tougaux. Il y joue principalement l'invité interviewé en plateau par Jérôme de Warzée sous les traits de personnalités aussi diverses que Jean-Paul Belmondo, Gérard Depardieu, Mylène Farmer, Jean-Claude Van Damme, Bernard-Henri Lévy ou Céline Dion ou de personnages comme Tatayet ou Jacquouille la Fripouille.
En décembre 2016 et au début de 2017, il apparaît plusieurs fois dans l'émission de Cyril Hanouna Touche pas à mon poste ! sur la chaîne C8. Il y imite Cyril Hanouna lui-même après l'avoir déjà imité dans Le Grand Cactus.
En février 2020, il présente la 10e cérémonie des Magritte du cinéma. La même année, il participe en tant qu' humoriste à l'émission On est en direct présenté par Laurent Ruquier sur France 2

## Spectacles
- Première partie du spectacle d’Alexis : I rêve a dream
- 2008 : Kody, My Way
- 2014 : À vendre !
- Fashion Freak Show de Jean-Paul Gaultier aux Folies Bergère - parodie de Karl Lagerfeld
- 2022-  : Evolué

## Filmographie
- 2015 : Le Tout Nouveau Testament de Jaco Van Dormael : Jean-Pierre
- 2017 : Comment j'ai rencontré mon père de Maxime Motte : le frère de Kwabéna
- 2018 : Ma reum de Frédéric Quiring : Simon
- 2018 : La Fine Équipe d'Ismaël Saidi : Cartouche[5]
- 2019 : Lost in Traplanta (web-série) de Mathieu Rochet : Larry
- 2019 : Music Hole de Gaëtan Liekens et David Mutzenmacher : le médecin légiste
- 2020 : Losers Revolution
- 2020 : Lucky d'Olivier Van Hoofstadt
- 2022 : Lost in California (mini série) de Mathieu Rochet : Larry
- 2022: Music hole de  David Mutzenmacher : Médecin légiste
- 2023: Pamela Rose, la série sur Canal + : Sergent Pepper

- 2025 : Bref 2 de Kyan Kohjandi et Bruno Muschio : Joseph

## Télévision
- 2010 : Le Belge Comédie Show sur RTBF : Animateur
- 2014 : On n' demande qu'à en rire sur France 2 : Participant
- Depuis 2015 : Le Grand Cactus sur La deux : Chroniqueur
- 2016-2017 : Touche pas à mon poste ! sur C8 : Chroniqueur
- 2020 : On est en direct sur France 2 : Chroniqueur
- 2022 : Comme à la maison sur Tipik : Invité
- 2024 : Une famille en or sur TF1 : Participant
- 2024 : C l'hebdo sur France 5 : Chroniqueur
- 2024 : Le Maître du Jeu sur TF1 : Participant
- 2024 : En roue libre sur La une : Animateur

## Radios
- Depuis 2022 : sur lapremière : chroniqueur
- 2024 : Le tremplin jeune sur France Inter : Chroniqueur